# Jean Scapula (archéologue)
Pour les articles homonymes, voir Scapula et Jean Scapula.
Jean Scapula est un archéologue et préhistorien né en 1911 à Clérey (rue du « Haut Clérey ») et mort en 1991 à Troyes. Il a notamment contribué à découvrir et à fouiller le site archéologique dit de la « Butte d'Isle », un site archéologique localisé sur la commune d'Isle-Aumont, dans le département de l'Aube.

## Biographie

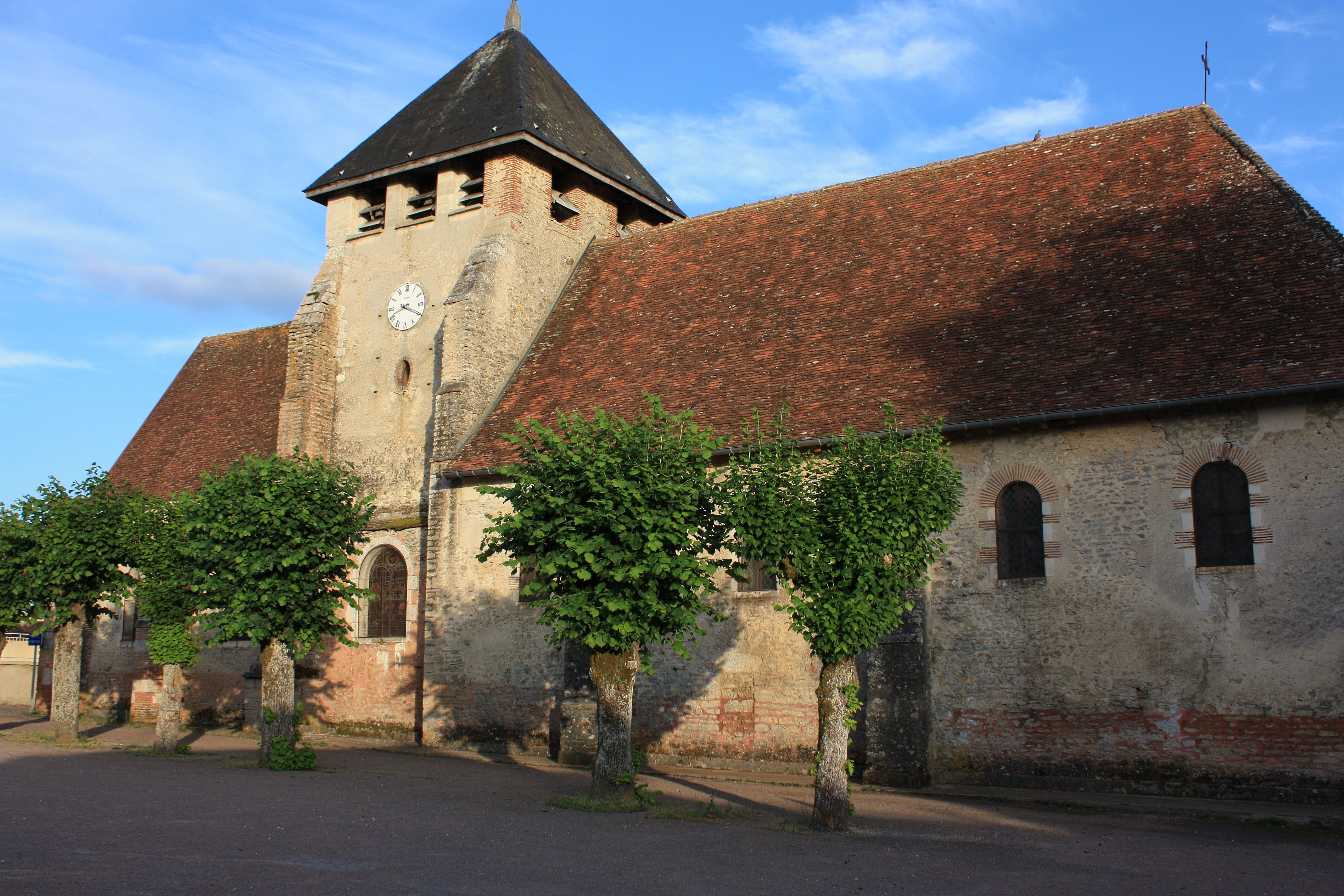
Clérey, lieu de naissance de Jean Scapula. Ici : l'église communale.

Fils aîné d'un professionnel de la médecine travaillant sur la commune de Clérey et petit-fils d'un homme féru et s'intéressant de près au domaine de l'archéologie, Jean Scapula a été, dès son enfance, captivé par ce type de discipline scientifique,. Au cours de son adolescence, le jeune Champenois, alors stimulé et entraîné par la passion de son grand-père maternel, a très rapidement été sur le terrain et effectué des investigations archéologiques, confirmant ainsi son goût pour ce domaine scientifique. Ces premières fouilles, réalisées au sein de gravières situées à proximité de la haute vallée de la Seine, lui ont permis d'être intégré dans des équipes de chercheurs et de mettre ainsi au jour des dents de mammouths, mais également des artefacts d'outillage préhistorique, datant de l'ère Paléolithique pour les uns et de la période néolithique pour les autres.
En raison de graves problèmes médicaux, Jean Scapula a été contraint de cesser ses travaux de recherches au tournant des années 1930-1940. Néanmoins, à partir de 1943, l'archéologue champenois se remit à prospecter. C'est sur le site dénommé la « Butte d'Isle », dont les terrains avaient été à l'époque acquis par son père, qu'il orienta ses investigations,. Le chercheur originaire de Clérey, continua d'entreprendre les fouilles de ce site archéologique jusqu'en 1961.
Entretemps, il est affecté au poste de correspondant pour la Commission des Monuments Historiques ainsi mais également pour le Ministère de l'Éducation nationale. Au cours de cette même période, ce statut journalistique l'amène à collaborer avec le musée des Antiquités Nationales, mais également en partenariat avec quelques architectes des bâtiments de France.
À partir de 1962, en raison de l'accroissement des réalisations d'infrastructures publiques et de nouvelles constructions de logements au sein de la ville de Troyes, Jean Scapula, aux côtés et de Jean Ballet, est engagé par la Direction de la Circonscription Archéologique de Dijon afin d'effectuer plusieurs fouilles préventives,.
En 1967, l'archéologue contribua à faire de l'église Saint-Pierre, ainsi que les nécropoles qui l'enceignent, des édifices classés au titre de monuments historiques.
Au début des années 1980, aux côtés de Jean Daunay, il fit une présentation exhaustive aux membres de la Société Académique de l'Aube, dans l'enceinte de l'église Saint-Pierre, le résultat de ses travaux, analyses et études concernant le site d'Isle-Aumont.
Au cours de sa vie, les fouilles qu'il a entreprises l'ont amené à rencontrer et à se lier d'amitié avec des spécialistes tels que le préhistorien André Leroi-Gourhan (1911-1986), l'historien provençal Fernand Benoit (1892-1969), l'historien et professeur des universités Edmond Frézouls (1925-1995) ou encore le numismate et généalogiste Henri Rolland (1887-1970).
Jean Scapula réalisa ses dernières prospections d'importance en 1984, au sein de la « butte d'Isle ». Lors de ses investigations, il mit en ainsi en évidence des structures d'habitat dont l'utilisation a été attribuée à une période s'échelonnant entre le Ier siècle av. J.-C. et le Ier siècle apr. J.-C..
Robert Thomasson, dans un article consacré à l'archéologue champenois, précise :

« Pour Isle-Aumont, il a été l'inventeur et le promoteur d'un haut-lieu de l'histoire régionale. »

— Robert Thomasson, Souvenir - Jean Scapula (1911-1991), Bulletin de la Société Archéologique Champenoise, avril 1991.

## Fouilles, découvertes et travaux

### Fouilles et découvertes sur le site de la «Butte d'Isle»

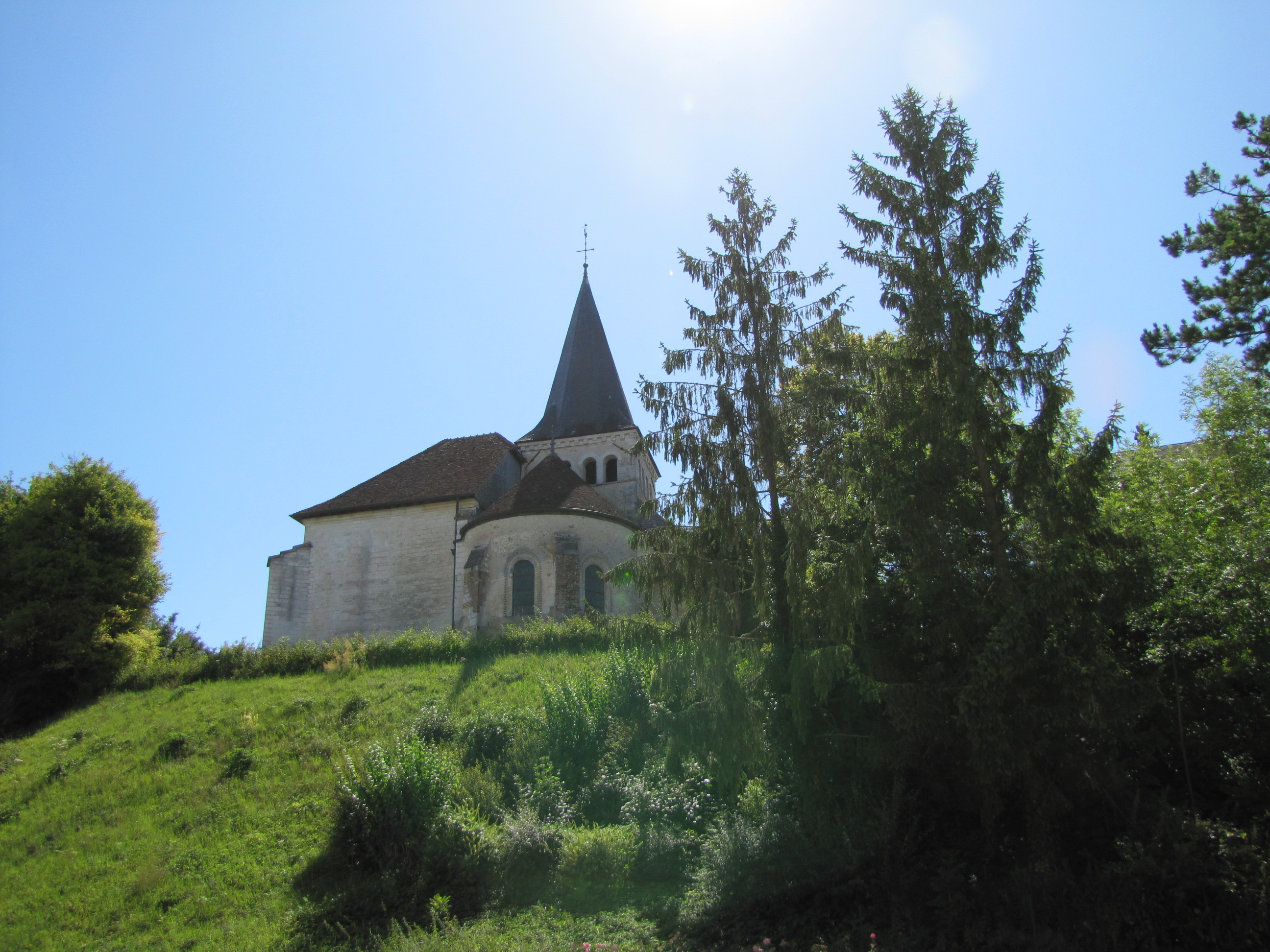
Vue du site dit la butte d'Isle.

À partir de 1943, l'ancienne motte féodale, connue sous le nom de « la butte d’Isle », l’archéologue a mis en évidence plusieurs nécropoles. Certaines d'époque préhistorique, d'autres de l'Âge du fer, mais également des complexes funéraires attribués aux périodes mérovingiennes et carolingiennes. Il a ainsi recueilli plus de 5 000 ans d’histoire archéologique de la moitié des années 1930, jusqu'à celle des années 1980.
Globalement, ses travaux sur ce site lui ont permis de dégager plusieurs milliers de tombes, dont plus de 600 sarcophages en pierre, les restes de 4 000 personnes et un millier de pièces archéologiques ont été ainsi retrouvés,. L'ensemble du matériel archéologique mis au jour est composé d'environ 1 000 sépultures ; plus de 600 sarcophages confectionnés à partir de pierre ou de bois ; mais également les restes de 4 000 personnes et approximativement un millier d'artefacts ont ainsi été retrouvés,,. En raison de son étendue et de la richesse des éléments archéologiques recueillis, la seule nécropole mérovingienne d'Isle-Aumont, probablement mise en place dans la seconde moitié du VIe siècle, constitue, selon le médiéviste Jean Heuclin, le complexe funéraire le plus imposant répertorié sur le territoire champenois.
La plupart de ses découvertes, essentiellement les sarcophages et les différents artefacts retrouvés à Isle-Aumont ainsi que sur les autres chantiers de fouilles, ont été conservés au sein du département d'archéologie du musée Saint-Loup, à Troyes.

Objets et artefacts archéologiques découverts sur le site d'Isle-Aumont
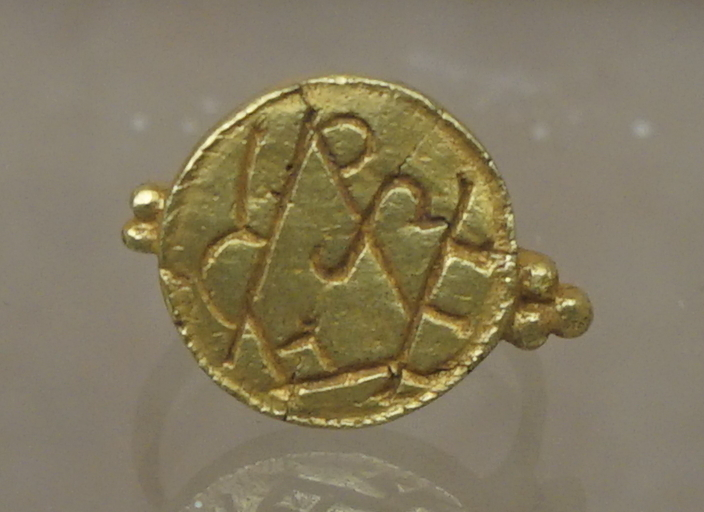
Bague sigillaire (portant un sceau).
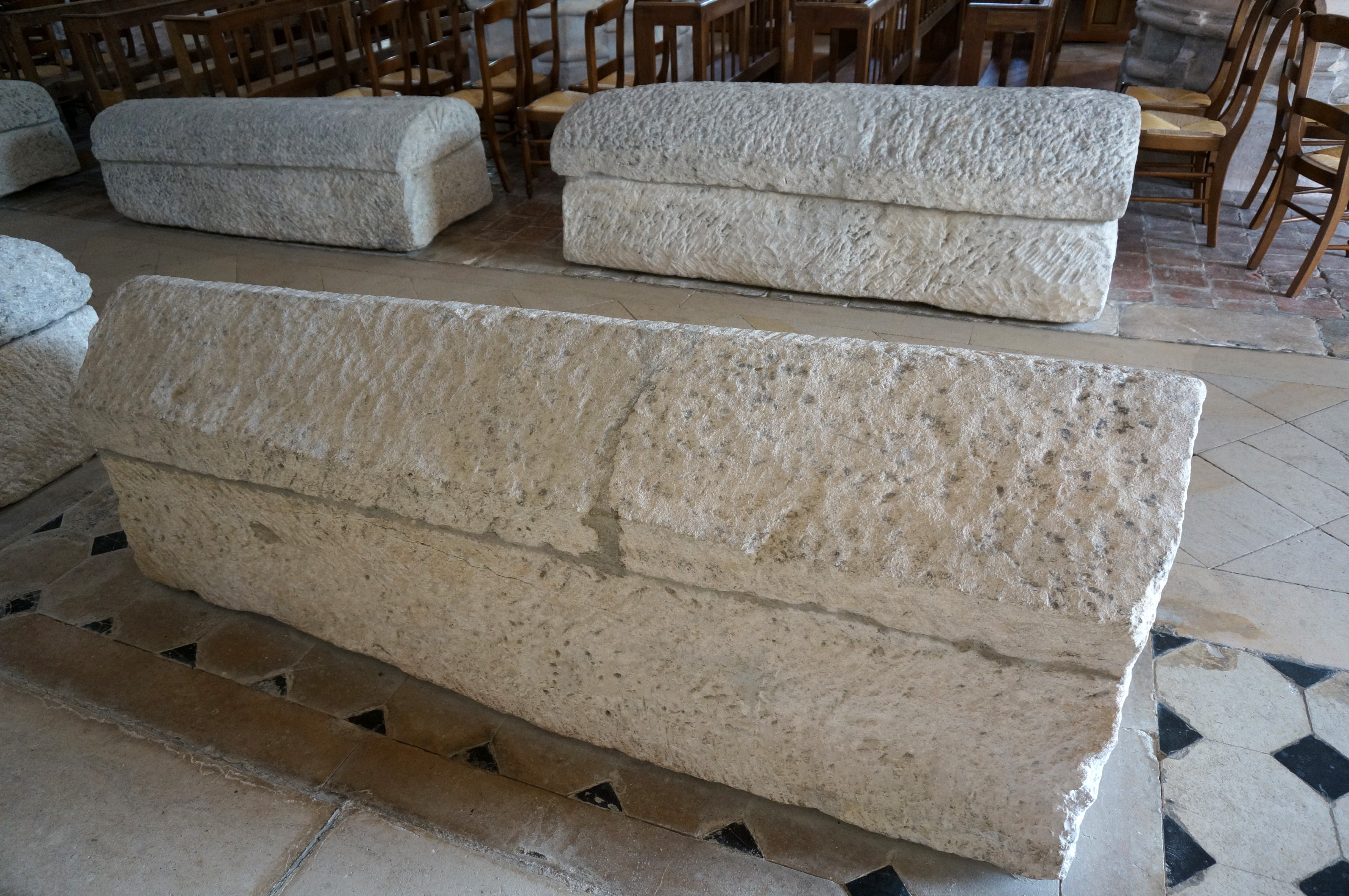
Sarcophages en pierre.
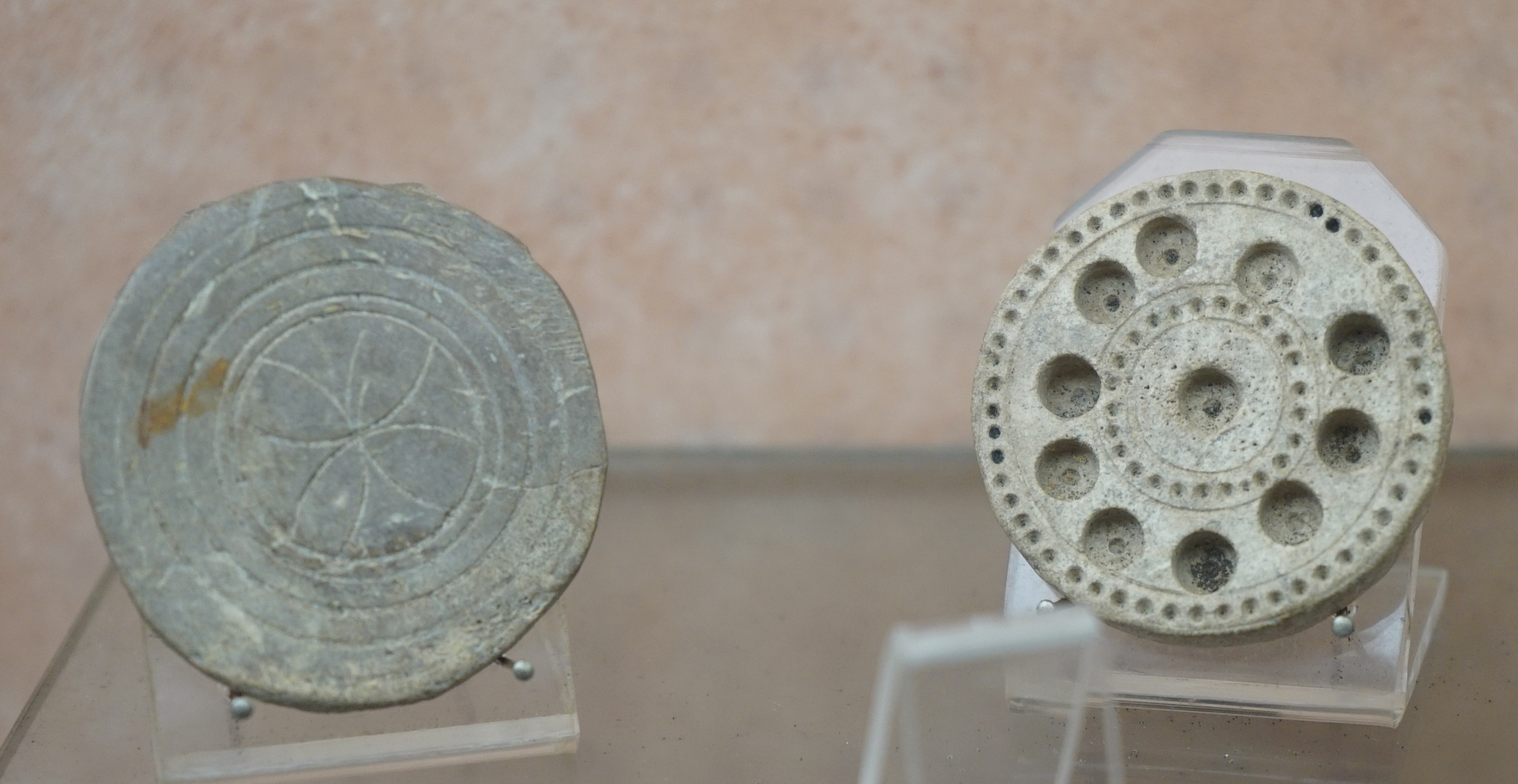
Rouelles.
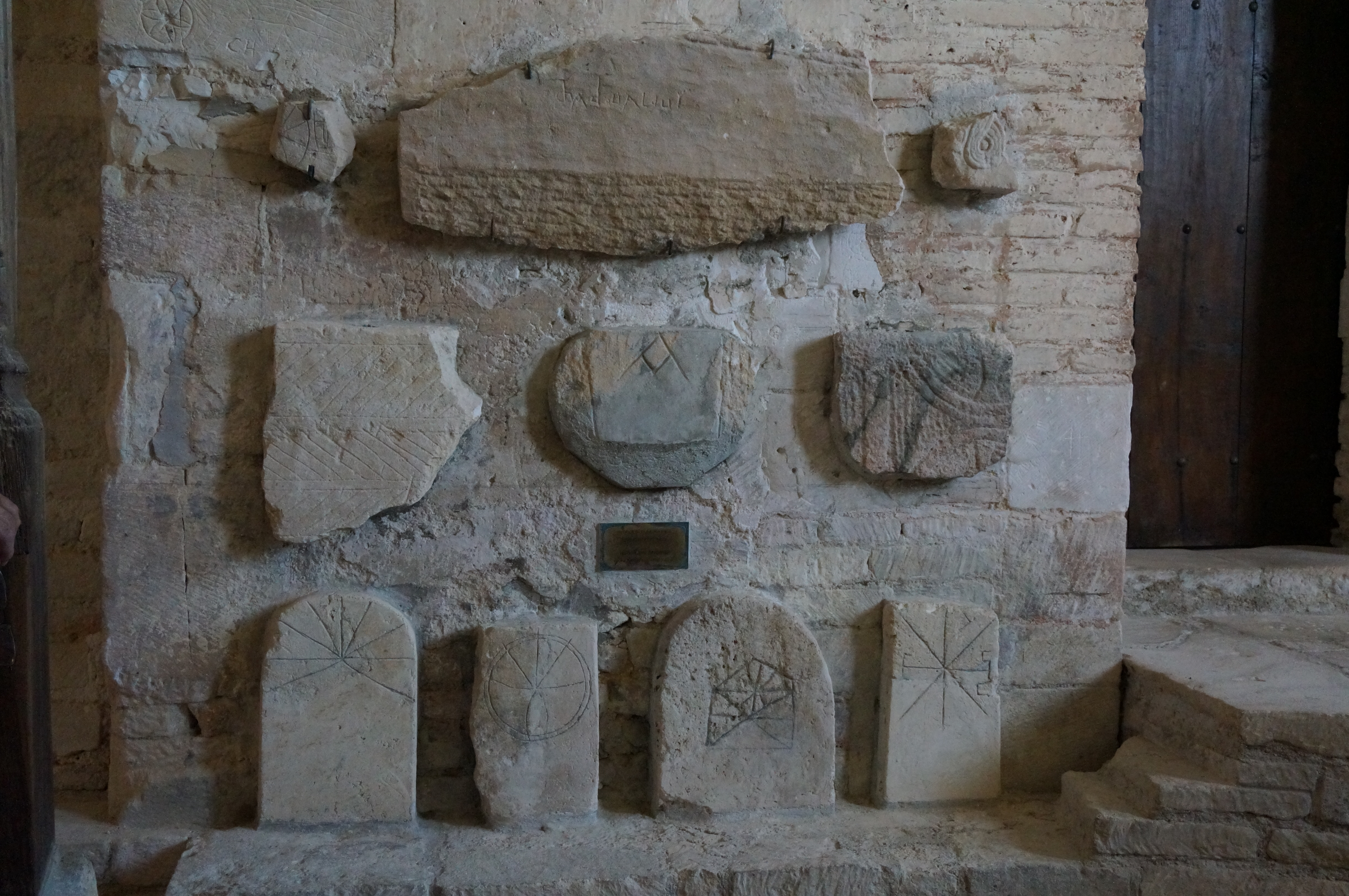
Fragments de sarcophages mérovingiens découverts sur la butte d'Isle.

### Fouilles et découvertes à Troyes
Au cours de ses nombreuses missions de sauvetage, dans les années 1950 et 1960, Jean Scapula a notamment mis en évidence l'aqueduc antique d'Augustobona,. Cet ouvrage d'art d'époque gallo-romaine, permettait d'acheminer et de distribuer l'eau potable au sein de l'ancienne cité de Troyes, notamment jusqu'à ses infrastructures publiques, tels que son complexe thermal, mais également ses lieux privatifs et domestiques,. Le monument à vocation hydraulique, dont il ne demeure plus que des vestiges, a été dégagé par l'archéologue lors de fouilles préventives au niveau du boulevard Victor-Hugo, à proximité de l'église Saint-Nicolas,,.
Dans la première moitié des années 1960, ses recherches au sein de capitale de l'Aube, au niveau de la rue Louis-Ulbach, l'ont amené à mettre au jour des objets et des structures à destination domestique datant du Haut Moyen Âge.
En 1965, à proximité du palais de justice de Troyes, édifice situé en pourtour de la place du Général-de-Gaulle, l'archéologue contribua à mettre en évidence des fosses et des puits de forme circulaire et recélant des mobiliers à vocation funéraire. L'utilisation de ces genres de silos s'échelonne sur une période comprise entre le IIIe siècle apr. J.-C. (Haut Empire), jusqu'à la fin de l'époque carolingienne.
Dans la cité troyenne, il mena également des prospections au sein de la place du Général-Patton et de la rue Voltaire, permettant ainsi le dégagement de structures d'habitations attribuées au XIIe siècle, ainsi que quelques objets tel qu'un étrier de provenance hongroise, attribué aux Xe siècle, et dont la conservation a été effectuée au Musée Saint-Loup.
Enfin, en équipe J. Deherque, il mit au jour des traces d'un ancien itinéraire qui, selon les deux spécialistes, auraient possiblement été les vestiges d'une voie gallo-romaine allant de Milan à Boulogne-sur-Mer. Les indices de cette hypothétique voie, chemin antique traversant la cité d'Augustobona, ont été notamment révélés au niveau du 19, rue Jeanne-d'Arc.

### Autres travaux

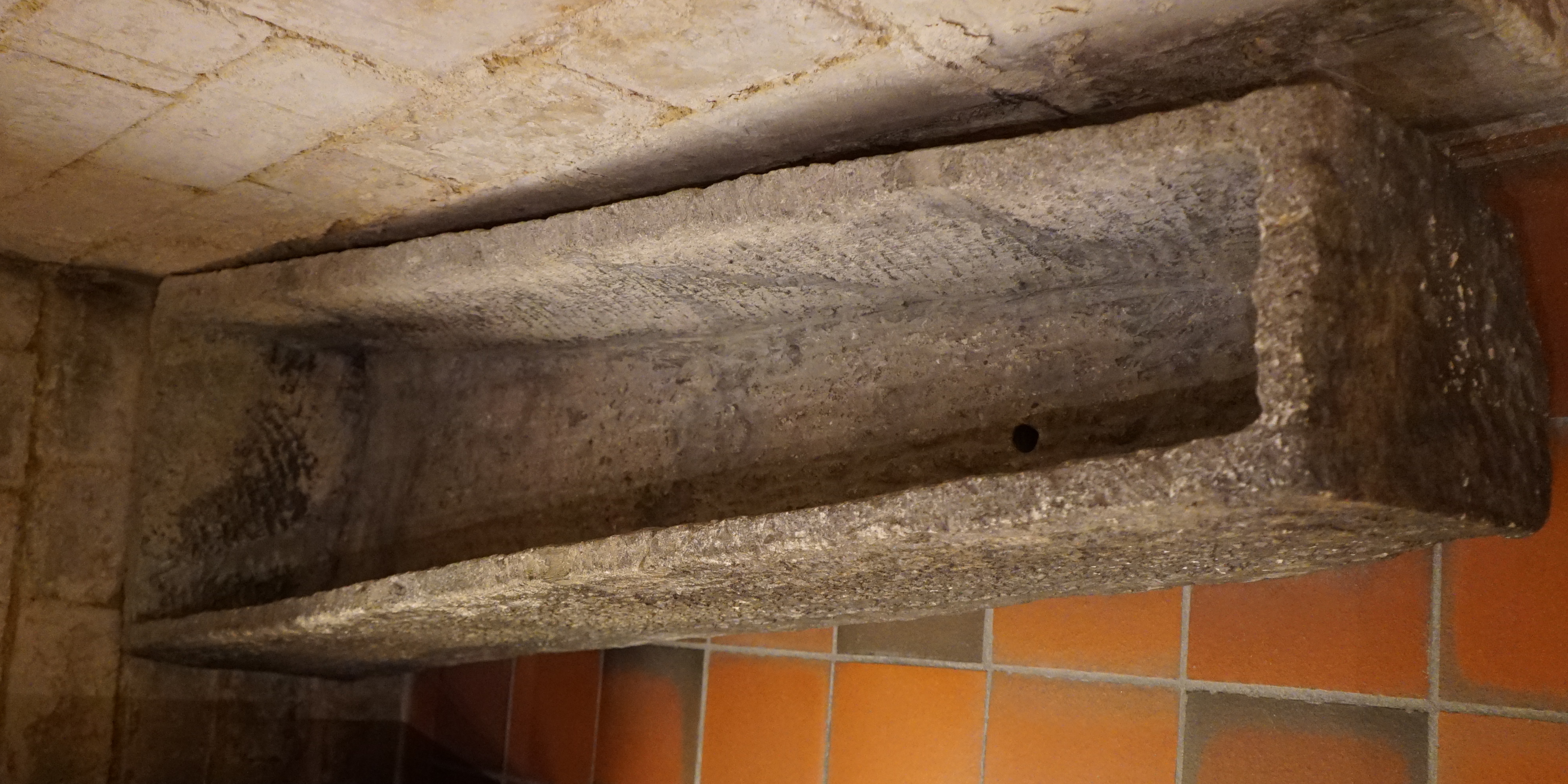
Sarcophage d'époque mérovingienne découvert à Clérey.

L'archéologue aubois a entrepris des prospections de sauvetage de nécropoles d'époque mérovingienne à Clérey en 1936 et 1937.
En 1937, il a mené des investigations archéologiques à Gyé-sur-Seine au sein des sites et lieux-dits de la « Sablières Dubreuil » et de « Villiers-Derrière ».
Le chercheur originaire de l'Aube a également mise en évidence, de manière fortuite, des tombes datant du Haut Moyen Âge à Bar-sur-Aube, en 1954.
Les travaux effectués par Jean Scapula ont également permis d'approfondir des sites de fouilles tels que Ville-sur-Terre ; ainsi qu'une étude entreprise sur un complexe funéraire d'époque gallo-romaine au sein du territoire communal de Saint-Just-Sauvage, dans le département de la Marne, en 1959.

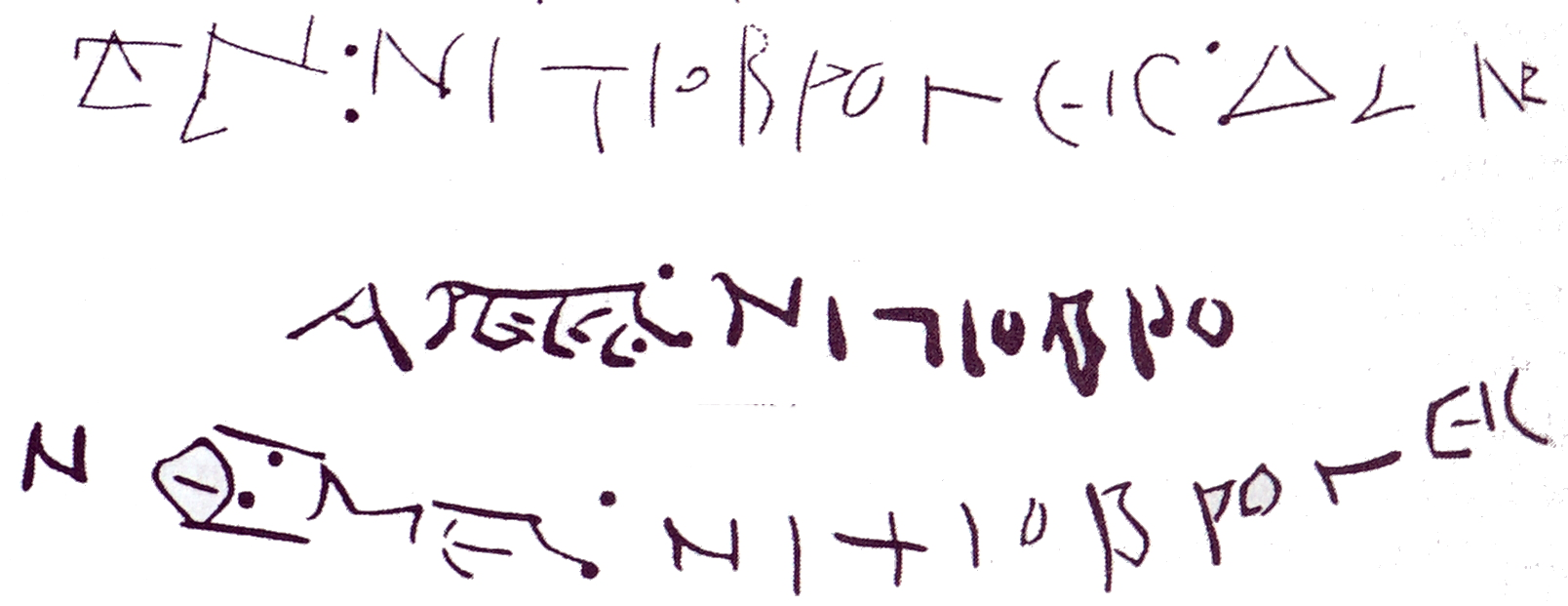
Inscription du peuple des Nitiobriges, sur l'un des torques retrouvés à Mailly-le-Camp.

En 1965, l'archéologue aubois a dégagé, sur un site archéologique de Mailly-le-Camp, plusieurs torques confectionnés en or et attribués à la période laténienne récente (ou « La Tène III »). Après études et analyses, les 5 gravures apparaissant sur ces objets d'apparat protohistoriques, dont Jean Scapula a porté à la connaissance du public et plus particulièrement celle de ses pairs, ont été identifiées comme étant des inscriptions appartenant, entre autres, à la civitas des Nitiobriges.
Hors de la région champenoise, le chercheur a participé, au début de sa carrière, aux chantiers de fouilles du site gallo-romain de Glanum, au sein de la commune Saint-Rémy-de-Provence, dans le département des Bouches-du-Rhône ; ainsi qu'à celui de Cemenelum, ancienne cité antique situé dans le quartier de Cimiez, à Nice,. Enfin, il effectua une expédition archéologique en Tunisie.

### Découvertes et fouilles dans les publications spécialisées
Environ 40 articles et ouvrages se sont appuyés sur ses travaux de recherches et ses publications, dont, entre autres, la Carte archéologique de la Gaule : L'Aube, de Laurent Denajar, édité en 2005 ; les deux articles intitulés Jean Scapula, Un haut lieu archéologique de la haute vallée de la Seine : la butte d'Isle-Aumont en Champagne. (Première partie : Du Néolithique au Carolingien) de  Henri-Paul Eydoux, paru 1976 et le second de l'historien Alain Dierkens, publié en 1977, ; ou encore l'ouvrage intitulé Église et vie chrétienne dans le diocèse de Troyes du IVe  au  IXe siècle  d'Isabelle Crété-Protin et paru en 2002.

## Publications

### Ouvrage
- La butte d'Isle-Aumont en Champagne. Volume 1 : du néolithique au carolingien. Volume 2 : du Xe à nos jours, un ouvrage de 355 pages édité en 1975 et 1976, à Troyes[21]. Cet ouvrage, qui se présente en deux parties, a fait l'objet d'une réédition en 1981[6].

### Articles
La liste suivante, non exhaustive, a pour objectif de récapituler les principales publications d'articles rédigées par Jean Scapula :
- Les fouilles de la butte d'Isle-Aumont, un article paru en 1950 dans la revue spécialisée Gallia[22].
- Inhumations en troncs d'arbres au cimetière carolingien d'Isle-Aumont (Aube), un article publié en 1954 dans le volume 5 du périodique Revue archéologique de l'Est et du Centre-Est[23].
- Un gîte préhistorique dans la sablière de Roche, article publié dans l'almanach du quotidien « L'Indépendant de l'Aube » en 1955, pages 53 à 56[24]. Cette publication porte sur l'étude d'un structure d'habitat datant possiblement du néolithique[24]. Lors de sa découverte, au hameau de « La Roche », à Isle-Aumont, cette ancienne habitation contenait des objets en céramique, des perles, des bois de Cerf et des aiguilles. La couche sédimentaire supérieure du gîte, probablement attribuable à l'âge du Bronze, a livré des tessons à forme mamelonnée[24].
- La campagne de fouilles 1955 sur la butte d'Isle Aumont, article paru en 1957 dans le numéro 44 du journal La Vie en Champagne[25].
- Informations archéologiques, publié dans le périodique Gallia, en 1962[14].
- Place du Général Patton, paru en 1962 dans le no 105 de La Vie en Champagne[12].
- Les nouvelles découvertes archéologiques de Troyes : l’aqueduc, publié en 1962 dans le no 106 du périodique La Vie en Champagne[12].
- L'amphore de la Villa Liebert à Isle-Aumont, publication réalisée en 1963, dans le numéro 109 du quotidien La vie en Champagne[26].
- Les récentes découvertes archéologiques de Troyes : vestiges d’habitats gaulois, romain et carolingien rue Louis Ulbach, article ayant fait d'une publication en 1964, dans le no 123 du journal La Vie en Champagne[12].
- Les récentes découvertes archéologiques de Troyes : collège Saint- Bernard, publication datant de 1965, dans le no 137 du périodique La Vie en Champagne[12].
- Deux nouvelles trouvailles médiévales à Isle Aumont, paru en 1973 dans le numéro 219 du journal La vie en Champagne p. 8 et 9[27].
- Compléments concernant la nécropole mérovingienne d'Isle-Aumont (Aube), un article qui a été publié par Jean Scapula dans le périodique Bulletin de la société archéologique champenoise, tome 81, numéro 4, en 1988[28].

### Publications posthumes
- Jean Scapula, autobiographie : cet article a fait l'objet d'une publication en 2004 dans le tome 78 du périodique spécialisé Mémoires de la Société Académique de l'Aube[29].

## Distinction et hommages

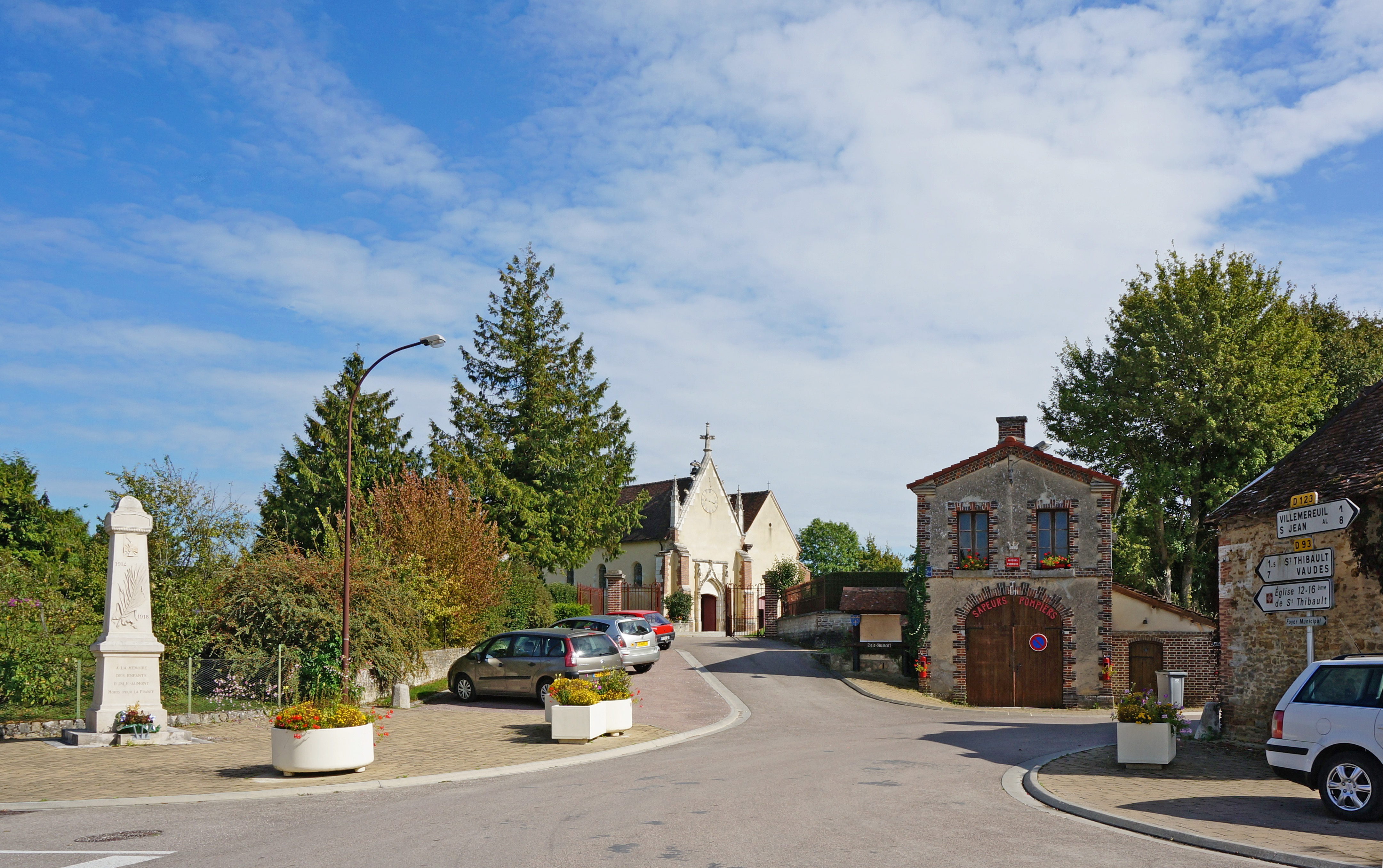
La place d'Isle-Aumont.

Son ouvrage intitulé La Butte d'Isle en Champagne, au sein duquel l'archéologue récapitule et détaille l'ensemble des découvertes et investigations de ce site, a obtenu, en 1977, le prix littéraire du conseil général de l'Aube.
Une association loi 1901, l'« Association Jean Scapula », a été fondée au cours des années 2000. Cette structure, à but non lucratif, a essentiellement pour objectif de contribuer à conserver et protéger le site archéologique de la butte d'Isle, ainsi que l'église communal — laquelle est dénommée « église aux trois sanctuaires » —, classés au titre de monuments historiques en 1967, et qui comprend notamment les nécropoles mérovingiennes, carolingiennes, protohistoriques et gallo-romaines.
La place de l'église Saint-Pierre, au sein de la commune d'Isle-Aumont, lieu de fouilles de l'archéologue champenois, porte actuellement son nom.